# Lạc trôi
"Lạc trôi" là một bài hát của nam ca sĩ kiêm sáng tác nhạc Sơn Tùng M-TP được trích từ album tuyển tập đầu tiên của anh, m-tp M-TP (2017), được phát hành với vai trò là đĩa đơn mở đường trong album. Bài hát được sáng tác và thể hiện bởi chính Sơn Tùng với sự đồng hỗ trợ của nhà sản xuất Triple D. Ca khúc được phát hành lần đầu tiên trên hệ thống YouTube vào lúc ngày 1 tháng 1 năm 2017 giờ Việt Nam và được phát hành trên hệ thống cửa hàng iTunes bởi công ty M-TP Entertainment và bởi Nhac.vn. Đây là ca khúc đầu tiên của Sơn Tùng M-TP trong năm 2017 cũng như ca khúc đầu tiên của Sơn Tùng sau khi rời khỏi WePro Entertainment và người quản lý cũ Nguyễn Quang Huy.
Lạc trôi là sự kết hợp giữa âm hưởng của các nhạc cụ dân tộc và phong cách future bass. Mặc dù bài hát nhận về những nhận xét trái chiều từ giới chuyên môn, song vẫn nhận được sự đón nhận nhiệt tình từ khán giả. Video ca nhạc Lạc trôi được thực hiện theo phong cách cổ trang và được quay ở Lâm Đồng và là sự kết hợp giữa cổ trang và hiện đại. Những điểm gây chú ý của video âm nhạc này chính là mặc dù Sơn Tùng M-TP mặc trang phục cổ nhưng lại đi giày sneaker hiện đại. Đây được xem là chiến thuật quảng cáo sản phẩm của Biti's.
Trong hai ngày đầu tiên, Lạc trôi đứng ở vị trí thứ 6 trong danh sách những MV được xem nhất trên YouTube. Cho tới bây giờ nó đã thu hút được hơn 200 triệu lượt xem sau hơn 61 ngày ra mắt và trở thành một trong những MV được xem nhiều nhất châu Á. MV là ca khúc EDM đầu tiên tại Việt Nam đạt mốc 200 triệu. Video âm nhạc Lạc trôi đã giúp Sơn Tùng M-TP nhận được một đề cử quan trọng ở hạng mục "Video âm nhạc của năm" tại Giải thưởng Âm nhạc Cống hiến 2018.

## Thực hiện và quảng bá
Vào ngày 12 tháng 12 năm 2016, Sơn Tùng M-TP chính thức thông báo về việc ra mắt ca khúc mới mang tên Lạc trôi và việc anh rời khỏi công ty quản lý cũ WePro của mình và bắt đầu sự nghiệp độc lập. Đúng nửa đêm ngày 17 tháng 12 năm 2016, Sơn Tùng M-TP đã công bố teaser 30 giây của dự án âm nhạc Lạc trôi. Ngay sau khi được công bố, những hình ảnh đầu tiên của dự án âm nhạc này ngay lập tức đã tạo nên một cơn sốt chờ đợi trên cộng đồng mạng. Cư dân mạng đã đăng tải nhiều ảnh cover từ poster chính thức và nó được lan truyền với tốc độ chóng mặt. Sơn Tùng M-TP chia sẻ, trước khi giới thiệu đến công chúng, anh luôn đòi hỏi những điều khắt khe nhất nhằm tạo ra những sản phẩm chất lượng:"Trong âm nhạc, tôi là một người khá khó tính, luôn đòi hỏi cao ở chính bản thân và ê-kíp cộng tác để cho ra đời những sản phẩm chất lượng. Bởi khán giả có quyền được xem những sản phẩm tốt nhất. Vì vậy, khi tiến hành thực hiện bất kỳ sản phẩm nào, tôi đều đặt vị trí mình là một khán giả để hiểu cảm giác của người xem và cải thiện dần."
Sau khi sáng tác xong ca khúc của mình, anh đã chọn tên gọi Lạc trôi, vì anh thấy, chỉ có cái tên này mới hợp với ca khúc mới của mình nhất, với nội dung bài hát nói về cảm giác tất cả mọi thứ sẽ trôi vào hư vô. Ngoài ra, cụm từ này cũng nhiều lần xuất hiện trong các ca khúc trước đây của anh nên anh xem đây như một cái duyên. Chia sẻ về cảm hứng cho ra đời ca khúc này, Sơn Tùng nói: "Và một buổi chiều đẹp trời như mọi ngày, Tùng thấy những áng mây trôi qua rồi vụt mất khỏi hư không. Bất chợt Tùng nghĩ, có gì là mãi mãi hay tất cả rồi cũng sẽ trôi vào hư vô. Và thế Tùng phiêu theo rồi nghĩ ra giai điệu, ca từ của bài hát Lạc trôi. Sau khi phác thảo ra được giai điệu và ca từ, Tùng cảm thấy rất sướng và thỏa mãn, cảm giác như khi hoàn tất ca khúc "Em của ngày hôm qua" hay "Cơn mưa ngang qua." Theo như lời chia sẻ của chính anh, Lạc trôi là một sản phẩm hợp tác của Sơn Tùng với nhà sản xuất âm nhạc TripleD, người đã từng hợp tác với anh trong ca khúc đình đám Chúng ta không thuộc về nhau. Bài hát là sự kết hợp giữa âm hưởng của các nhạc cụ dân tộc và phong cách future bass. Được biết, Sơn Tùng đã viết phần giai điệu trước khi nghĩ ra lời bài hát.

## Video âm nhạc
Vào lúc 00:00 (UTC+07:00) ngày 1 tháng 1 năm 2017, video âm nhạc Lạc trôi chính thức được phát hành trên YouTube. Các cảnh quay được quay tại chùa Linh Quy Pháp Ấn, tọa lạc tại Đồi 45, Thôn 4, Lộc Thành, Bảo Lâm, Lâm Đồng, cách thành phố Bảo Lộc khoảng 21 km dưới sự chỉ đạo của nữ đạo diễn Đinh Hà Uyên Thư.
Tạo nên một hình ảnh khác biệt hoàn toàn so với những MV trước đây, Sơn Tùng hóa thân thành một nhân vật cổ trang với mái tóc dài nhuộm màu khói nhưng rất hiện đại. Video âm nhạc này có những cảnh quay rất màu sắc và được đầu tư rất chu đáo, với những xử lý kỹ xảo, hậu kỳ kỹ lưỡng. Sau khi ra mắt, nhiều ý kiến cho rằng tạo hình của Sơn Tùng trong video âm nhạc này gợi nhớ đến các nhân vật cổ trang trong phim kiếm hiệp Trung Quốc nhưng Sơn Tùng khẳng định hình ảnh mà mình thể hiện lại rất hiện đại và đậm màu sắc Việt Nam. Chính Sơn Tùng cũng tự nhận video mang phong cách cổ trang nhưng có sự kết hợp với yếu tố hiện đại. Khi chia sẻ về hình tượng ông vua trong video âm nhạc, Sơn Tùng cho biết nó được anh lấy cảm hứng từ một phần trong chính con người mình. Một vị vua sở hữu đỉnh cao của quyền lực nhưng luôn muốn tìm kiếm một tình yêu đích thực. Tất cả nhìn vào đều thấy ông vua này rất lạnh lùng và khó gần. Tuy nhiên, tận sâu trong con người của ông lại sống rất tình cảm, luôn đi tìm tình yêu đích thực dù bên cạnh có rất nhiều giai nhân. Thông qua câu chuyện trong MV, Sơn Tùng muốn gửi đến mọi người một thông điệp về cuộc sống rằng: Tất cả đều là hư vô dù bạn là ai đi chăng nữa thì một tình yêu đích thật vẫn là cái bạn phải đi tìm mỗi ngày. Ngoài ra, trang phục hiện đại như áo len cổ lọ hay giày sneaker của Biti's trở thành những chi tiết khiến cho mọi người phải chú ý.
Chia sẻ về video âm nhạc mới này của mình, Sơn Tùng nói:
"Là một nghệ sĩ, Tùng luôn tìm cách để làm mới bản thân mình để mang đến những điều bất ngờ cho người hâm mộ. Mọi người cũng đã quá quen thuộc với hình ảnh một Sơn Tùng nhẹ nhàng, sâu lắng trong các ca khúc ballad hay một hình ảnh Sơn Tùng nổi loạn trong các ca khúc có tiết tấu mạnh thì Lạc trôi sẽ là một hình ảnh hoàn toàn mới. Tùng hi vọng với sự thay đổi này, Lạc trôi sẽ mang đến những điều thú vị cho người xem."

### Đón nhận
Trong 24 giờ đầu video âm nhạc có hơn 4 triệu lượt xem, phá vỡ kỷ lục cũ 3 triệu lượt xem trong một ngày của ca khúc "Chúng ta không thuộc về nhau" cũng của chính Sơn Tùng. Sau 4 ngày, sản phẩm này đã đạt hơn 12 triệu lượt xem. Vào ngày 14 tháng 1 năm 2017, tức 2 tuần sau khi được ra mắt, MV đã đạt hơn 40 triệu lượt xem, phá vỡ kỷ lục 40 triệu lượt xem trong 19 ngày của ca khúc "Chúng ta không thuộc về nhau". Trên trang nghe nhạc trực tuyến Zing Mp3, ca khúc Lạc Trôi của Sơn Tùng đã dẫn đầu bảng xếp hạng ca khúc tuần đầu tiên của năm 2017. Đến ngày 25 tháng 1 năm 2017, "Lạc trôi" bị MV "Bao giờ lấy chồng?" của Bích Phương đánh bật khỏi vị trí đầu tiên trong bảng xếp hạng MV.
Trong danh sách những video âm nhạc được xem nhiều nhất trên YouTube vào ngày 2 tháng 1 năm 2017, Lạc trôi đứng ở vị trí thứ 6 và là MV được xem nhiều nhất châu Á.

## Biểu diễn trực tiếp
Ngày 31 tháng 12 năm 2016, Sơn Tùng M-TP đã tổ chức một buổi biểu diễn ra mắt ca khúc mới của mình dưới sự chứng kiến của hơn 3000 người và chính thức giới thiệu dự án âm nhạc mới "Lạc trôi". Buổi biểu diễn này được Sơn Tùng trực tiếp trên trang YouTube của mình và thu hút được rất nhiều người xem.
Vào tối ngày 3 tháng 1 năm 2017, Sơn Tùng M-TP xuất hiện trong đêm trao giải âm nhạc Làn Sóng Xanh lần thứ 19, tại sân khấu Lan Anh ở Thành phố Hồ Chí Minh. Đây là lần đầu tiên Sơn Tùng M-TP thể hiện ca khúc Lạc trôi trên một sân khấu ca nhạc kể từ ngày ra mắt hôm mồng 1 tháng 1. Trong buổi biểu diễn này, Sơn Tùng gây được sự chú ý khi diện bộ vest màu trắng. Cũng chính trong lễ trao giải này, Sơn Tùng được vinh danh trong hạng mục giải thưởng "Ca sĩ được yêu thích nhất trong năm - Bảng trẻ (Top Hit)" cùng các ca sĩ khác như Đông Nhi, Noo Phước Thịnh, Tóc Tiên và Isaac.

## Đội ngũ thực hiện
Đội ngũ tham gia sản xuất MV "Lạc trôi" dựa trên phần ghi chú ở dưới Video trên YouTube:
- Sơn Tùng M-TP – hát chính, người viết bài hát, hát bè
- Triple D – nhà sản xuất, hoà âm phối khí
- Hồ Thu Anh – diễn viên
- Đinh Hà Uyên Thư – đạo diễn
- Đỗ Bá Tỷ – họa sĩ thiết kế
- Tùng Bùi – giám đốc hình ảnh
- Mr.Blue – hậu kỳ
- M&M HOUSE – đơn vị sản xuất

## Lịch sử phát hành
| Quốc gia | Ngày phát hành            | Định dạng           | Hãng đĩa           |
| -------- | ------------------------- | ------------------- | ------------------ |
| Toàn cầu | Ngày 31 tháng 12 năm 2016 | Tải nhạc, streaming | M-TP Entertainment |

## Phiên bản truyện tranh
Chiều 29 tháng 12 năm 2020, POPS Worldwide và MTP Entertainment vừa ra mắt dự án truyện tranh Lạc trôi lấy cảm hứng từ nhân vật của Sơn Tùng M-TP trong MV cùng tên phát hành 2017.